# František Bláha

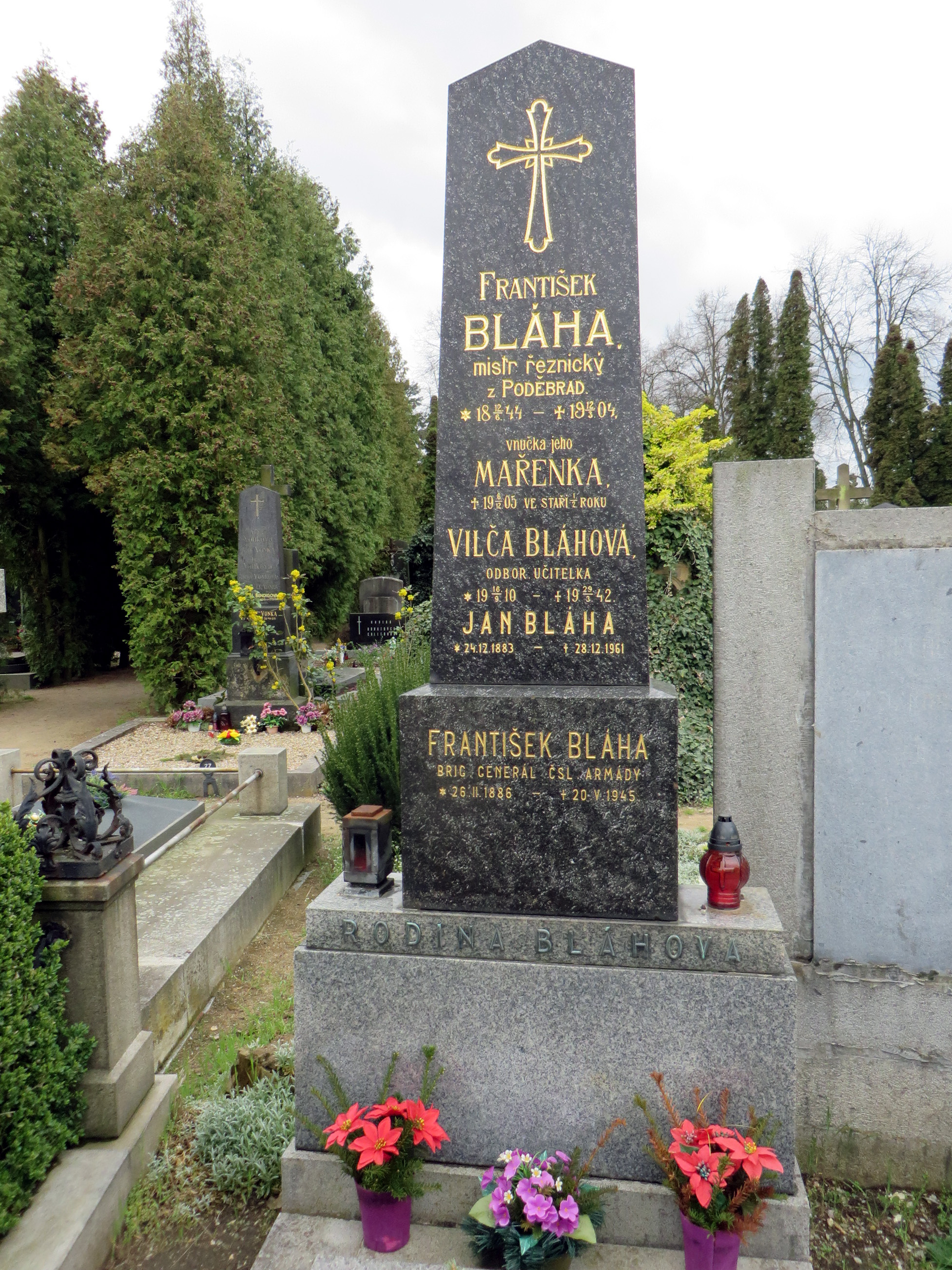
Grób gen. F. Bláha w Podiebradzie

František Bláha (ur. 26 lutego 1886 w Podiebradzie, zm. 21 maja 1945 w Terezinie) – czechosłowacki wojskowy, generał brygady, uczestnik czechosłowackiego ruchu oporu przeciwko okupacji niemieckiej, dowódca konspiracyjnej wojskowej organizacji Obrona Narodu.

## Życiorys
Urodził się w rodzinie mistrza rzeźnickiego w Podiebradzie. W latach 1896 – 1900 ukończył średnią szkołę w mieście Hradec Králové, potem w latach 1903 – 1907 skończył studia biznesowe w Pradze.
W latach 1907 – 1908 odbył jednoroczną ochotniczą służbę wojskową w 8 pułku piechoty Landwehry w Pradze, po je ukończeniu otrzymał stopień oficerski. 
Po wybuchu I wojny światowej został zmobilizowany i od sierpnia 1914 roku był dowódcą plutonu w 12 pułku piechoty Landwehry. W dniu 23 listopada 1914 wraz z pułkiem został skierowany na front wschodni i już w dniu 29 listopada 1914 roku dostał się do niewoli rosyjskiej.
W czerwcu 1916 roku wstąpił do Legionu Czechosłowackiego, po czym został skierowany na kurs dowódczy do Kijowa, który ukończył 8 maja 1917 roku. Następnie został dowódcą kompanii w 6 pułku piechoty oraz pracował w komisji werbunkowej. Od sierpnia 1917 do kwietnia 1918 roku odbył kurs dowódców przy francuskiej misji wojskowej w Jassach, po czym powrócił do 6 pułku, gdzie dowodził batalionem. Wziął wtedy udział w walkach z oddziałami Armii Czerwonej na Syberii, m.in. uczestniczył w zajęciu miasta Jekaterynburg, po czym w okresie od września 1918 do czerwca 1919 roku był wojskowym komendantem tego miasta. Następnie był przedstawicielem Korpusu Czechosłowackiego przy Armii Syberyjskiej i funkcję tę sprawował do 14 kwietnia 1920 roku. Wrócił do Czechosłowacji, gdzie przybył 1 czerwca 1921 roku.
Po powrocie pozostał w wojsku, został oficerem w II Departamencie Sztabu Generalnego. We wrześniu 1922 roku został przeniesiony na stanowisko dowódcy batalionu w 45 pułku piechoty w Chust, a w grudniu 1923 roku został dowódcą tego pułku, którym dowodził do listopada 1932 roku. W tym czasie odbył liczne kursy i szkolenia, podnosząc swoje kwalifikacje wojskowe. Następnie przez rok był dowódcą 21 Brygady Piechoty w Koszycach, a w grudniu 1933 roku został komendantem Szkoły Dowodzenia w Pradze. W marcu 1935 roku został dowódcą 7 Brygady Piechoty w Josefovie, którą dowodził do 1 stycznia 1938 roku kiedy został mianowany zastępcą dowódcy 4 Dywizji Piechoty i funkcję tę pełnił do czasu rozwiązania armii czechosłowackiej. W czasie mobilizacji armii czechosłowackiej w czasie kryzysu sudeckiego w dniach 21 września – 15 października 1938 roku pełnił obowiązki dowódcy 4 Dywizji Piechoty.
Po rozwiązaniu armii czechosłowackiej włączył się w działania podziemnej organizacji wojskowej Obrona Narodu. W czerwcu 1944 roku został dowódcą organizacji Obrona Narodu i pod jego dowództwem przygotowywany był plan mobilizacji organizacji na okres wyzwolenia Czechosłowacji. W listopadzie 1944 roku został aresztowany przez gestapo i osadzony w dniu 17 listopada w więzieniu gestapo w twierdzy w Terezinie, gdzie przebywał do wyzwolenia w dniu 10 maja 1945 roku. W więzieniu zachorował jednak na tyfus, w wyniku czego zmarł już po odzyskaniu wolności.
Został pochowany w rodzinnym grobowcu w Podiebradzie. 
W związku z jego zasługami w 1946 roku pośmiertnie nadano mu stopień generała dywizji oraz Czechosłowacki Krzyż Wojenny 1939.

## Awanse

### Armia Austro-Węgierska
- chorąży (praporčík) (01.01.1913)
- porucznik (poručík) (01.11.1914)

### Legion Czechosłowacki
- porucznik (poručík legií) (07.02.1918)
- kapitan (kapitán legií) (09.09.1918)
- major (major legií) (27.10.1918)

### Armia Czechosłowacka
- major (major pěchoty) (01.06.1921)
- podpułkownik (podplukovník pěchoty) (01.09.1922)[1]
- pułkownik (plukovník pěchoty) (04.05.1928) )[2]
- generał brygady (brigádní general) (31.07.1934)[3]
- generał dywizji (divisní generál in memoriam) (26.10.1946 – pośmiertnie ze starszeństwem od 01.05.1945)[4])

## Odznaczenia
- Order Sokoła z mieczami (1919)
- Czechosłowacki Krzyż Wojenny 1918 (1920)
- Czechosłowacki Medal Rewolucyjny (1920)
- Medal Zwycięstwa (1922)
- Krzyż Wojenny Czechosłowacki 1939 (pośmiertnie – 1945)
- Order św. Stanisława kl. II (Rosja – 1919)
- Komandor Orderu Gwiazdy Rumunii (Rumunia – 1930)